# Louise Labéová
Louise Labéová (také Louize; cca 1524 Lyon – 25. dubna 1566 Parcieux-en-Dombes) byla francouzská básnířka a provozovatelka salonu. Za svého života byla známá především jako emancipovaná žena avant la lettre, od svého znovuobjevení koncem 18. století je považována za jednu z nejdůležitějších francouzských básnířek.

## Život a dílo
Louise Labéová vzešla z druhého manželství zámožného provazníka Pierra Charlyho, známého jako L'abbé nebo Labé, a vyrostla v Lyonu, který tehdy ekonomicky a intelektuálně prosperoval. Získala vynikající a pestré vzdělání a naučila se nejen několik jazyků a hrát na loutnu, ale také - pokud věříme její třetí elegii - umně vyšívat, jezdit koni a dokonce i šermovat. Provdala se ve velmi mladém věku za mnohem staršího a bohatého provazníka a od té doby se jí říkalo „la Belle Cordière“, Krásná provaznice.
Ve svém salonu shromažďovala lyonské intelektuály a spisovatele, účastnil se např. známý lyrický básník Maurice Scève. Nechala se opěvovat a povzbuzovala je, aby diskutovali a psali o všech aspektech lásky a v neposlední řadě o postavení a roli žen v poezii a společnosti. Sama alespoň příležitostně psala poezii. Po svém brzkém ovdovění sestavila v roce 1555 sbírku poezie a vydala ji ve slavné lyonské tiskárně Jeana de Tournes pod názvem Œuvres de Louise Labé, Lyonnaise (Díla Louise Labéové, Lyoňanky).
Kromě 24 básní spřátelených autorů obsahuje svazeček tři práce samotné editorky: prozaický text Le Débat d'Amour et de Folie, nevážný spor mezi Amorem a Pošetilostí doplněný řečmi obhájců Apolla a Merkura a uzavřený Jupiterovým rozsudkem; dále tři kratší elegie ve stylu Clémenta Marota; a především slavných 24 sonetů, z nichž tři nebo čtyři nejkrásnější patří mezi nejlepší francouzské básně vůbec. Zabývají se vášní ženy, ztotožňované se samotnou autorkou, pro vzdáleného milence, který se zdá být spíše vlažný - za touto postavou se skrývá nyní prakticky neznámý literát Olivier de Magny, který strávil nějaký čas v Lyonu na cestě z Paříže do Říma. Ačkoli se formálně a ideově neodchylují od dobové petrarkovské básnické konvence, sonety Louise Labéové, stejně jako místy i její elegie, působí neobvykle otevřeně a autenticky, takže oslovují i moderního čtenáře.
Kolem roku 1560 odešla Labéová na panství poblíž Lyonu, kde relativně mladá zemřela. Její závěť je jedním z mála dokumentů o jejím životě, které se dochovaly.
Sbírka Louise Labéové byla několikrát přetištěna, a to i na jiných místech, již na konci 16. století však básnířka upadla v zapomnění. Jednou z příčin byly jistě dlouhé náboženské války, které vypukly v roce 1562. Dalším důvodem mohlo být to, že reformátor Kalvín, který o Labéové pravděpodobně slyšel v nedaleké Ženevě, ji kvůli jejímu nekonvenčnímu a nezávislému způsobu života kolem roku 1560 nazval „obyčejnou kurvou“ (plebeia meretrix). Její znovuobjevení bylo zahájeno novým vydáním její práce kolem roku 1760. Od té doby je spolu s Mauricem Scèvem považována za nejdůležitější představitelku takzvané lyonské básnické školy, jejíž rozkvět nastal kolem roku 1550. Během devatenáctého a dvacátého století byly její básně přeloženy do hlavních světových jazyků. Česky vyšly pod názvem Pláč Krásné provaznice v překladu Gustava Francla (Odeon, Praha, 1976). Byly také mnohokrát zhudebněny.